# 댄 마틴 (배우)
댄 마틴(Dan Martin, 1951년 12월 22일 ~ )은 미국의 배우, 성우이다.

## 출연 작품
- 썸원 허드 마이 크라이 (2009년)
- 저스트 펙 (2009년) - 코치 역
- 밥 펑크 (2009년)
- Love... & Other 4 Letter Words (2007)
- 그리다이언 갱 (2006년)
- 쓰리 웨이 (2004년)
- 엔젤 블레이드 (2002년)
- 이너프 (2002년)
- 거미(영어판) (2001년)
- 크로커다일 2 (2001년)
- 그 남자는 거기 없었다 (2001년)
- 두번째 인생 (1998년)
- 러시 아워 (1998년)
- 낫씽 투 루즈 (1997년)
- 대통령의 위기 (1997년)
- 패시픽 블루 (1996년)
- 닥터 킬러 (1995년)
- 히트 (1995년) - 해리 디터 역
- 비버리 힐스 캅 3 (1994년)
- 슬립워커스 (1992년)
- 전쟁의 사상자들 (1989년) - 호손 역

### 텔레비전
- 프렌즈 (1996)
- 더 볼드 앤 더 뷰티풀 (1997-2018)
- 로즈웰 (1999-2000)
- 내 사랑 레이몬드 (2003)
- 저징 에이미 (2003-04)
- 넘버스 (2009-10)